# Amegilla andresi
Amegilla andresi là một loài Hymenoptera trong họ Apidae. Loài này được Friese mô tả khoa học năm 1914.